# SimBin Studios
SimBin Studios era un desarrollador y distribuidor sueco fundado el 2003 que desarrollaba simuladores de carreras para Windows y para la actual generación de consolas. La compañía empezó como un equipo de modders para el juego F1 2002 de Image Space Incorporated lanzando un mod basado en la temporada 2002 de FIA GT, esencialmente el antecesor del primer juego comercial.
La compañía ha lanzado GTR - FIA GT Racing Game, GT Legends, una secuela de GTR llamada GTR - FIA GT Racing Game 2, todas publicadas por 10tacle como también RACE - The Official WTCC Game publicado por Eidos Interactive y RACE 07 - The Official WTCC Game el cual fue el primer juego de Simbin en incluir autos formula. RACE 07 tuvo dos expansiones pack lanzadas  GTR Evolution y STCC - The Game. Una versión para Xbox 360 de GTR estuvo en producción e iba ser lanzado por THQ. Sin embargo, el desarrollo fue cancelado.
El 2009, el núcleo del equipo de Simbin Blimey! Games fue adquirido por Slightly Mad Studios. Slightly Mad Studios ha lanzado Need for Speed: Shift y Shift 2: Unleashed, pasando su experiencia de los desarrollos de los juegos GTR. Casi finalizando el año 2014, la compañía cerró por problemas aparentemente económicos y reabrió sus puertas bajo el nombre de Sector3 Studios AB, continuando así con el desarrollo de su última plataforma de simulación llamada Race Room Racing Experience.

## Juegos desarrollados
| Título | Fecha de lanzamiento | Género                | Plataforma |
| --- | --- | --------------------- | ---------- |
| GTR: FIA GT Racing Game | 11 de marzo de 2005 | Simulador de carreras | Windows    |
| GT Legends | 15 de octubre de 2005 | Simulador de carreras | Windows    |
| GTR 2: FIA GT Racing Game | 29 de septiembre de 2006 | Simulador de carreras | Windows    |
| Race: The Official WTCC Game RACE - Caterham expansion | 24 de noviembre de 2006 Junio de 2007 | Simulador de carreras | Windows    |
| Race 07: Official WTCC Game *GTR Evolution *STCC - The Game *RACE On *Formula Raceroom - Free add-on for RACE 07 *STCC 2 - The Game *GT Power Pack - Expansion Pack to RACE 07 *Retro Pack - Expansion Pack to RACE 07 *The WTCC 2010 Pack - Expansion Pack to RACE 07 | 12 de octubre de 2007 1 de septiembre de 2008 22 de octubre de 2008 Octubre de 2009 18 de marzo de 2011 24 de marzo de 2011 19 de abril de 2011 24 de junio de 2011 20 de mayo de 2011 | Simulador de carreras | Windows    |
| Race Pro | 17 de febrero de 2009 | Simulador de carreras | Xbox 360   |
| Volvo: The Game | 26 de mayo de 2009 | Simulador de carreras | Windows    |
| RaceRoom | 1 de diciembre de 2010 | Simulador de carreras | Windows    |
| Real-Time Racing | 2011 | Simulador de carreras | Windows    |
| GTR3 | TBA | Simulador de carreras | TBA        |

## Juegos publicados
| Título                   | Fecha de lanzamiento | Género              | Plataforma |
| ------------------------ | -------------------- | ------------------- | ---------- |
| Storm – Frontline Nation | Q3 2009              | Turn-based strategy | Windows    |